# Národní park Ivvavik
Národní park Ivvavik (Ivvavik National Park) je chráněné území o rozloze 10 168 km² v kanadském teritoriu Yukon. Nachází se 200 km západně od města Inuvik na pobřeží Beaufortova moře, na jihu sousedí s národním parkem Vuntut a na západě s Arktickou národní přírodní rezervací na území USA. Park vznikl na základě dohody kanadské vlády s původními obyvateli a je spravován organizací Parks Canada. Bylo navrženo zařazení parků Ivvavik a Vuntut s Herschelovým ostrovem mezi Světové dědictví. Vzhledem ke své odlehlosti má park pouze několik stovek návštěvníků ročně.
Park tvoří tundra v povodí řeky Firth. Podél mořského pobřeží se táhne nížina, ve vnitrozemí se nachází pohoří British Mountains, dosahující nadmořské výšky až 1680 m. Průměrná teplota dosahuje 14 °C v létě a –29 °C v zimě. Na území parku žije medvěd grizzly, medvěd baribal, vlk černý, rosomák sibiřský, pižmoň severní, los evropský, ovce aljašská, raroh lovecký a siven severní. Parkem prochází hranice rozšíření stromů, jižně od ní roste topol balzámový.
Národní park byl založen v roce 1984 pod názvem Národní park Severní Yukon. V roce 1992 získal současný název, který v domorodém jazyce inuvialuktun znamená „rodiště“ a odkazuje na to, že zde sob polární odchovává mláďata.